# Szaúd-arábiai labdarúgó-szuperkupa
A Szaúd-arábiai labdarúgó-szuperkupa egy a Szaúd-arábiai labdarúgó-szövetség égisze alatt működő évente megrendezett kupamérkőzés, melyért a Szaúd-arábiai bajnok és a Szaúd-arábiai kupagyőztes vív meg. A 2022–23-as szezontól négycsapatosra bővült, a bajnokság és kupa első két helyezettje vehet részt rajta.
A címvédő az el-Hilál, miután a 2024-es döntőben 4–1-ra nyert az en-Naszr ellen. A szuperkupa történetének legsikeresebb csapata az el-Hilál, 5 címmel.

## Az eddigi győztesek

### Kétcsapatos formátum
| Év   | Bajnok   | Eredmény        | Kupagyőztes |
| ---- | -------- | --------------- | ----------- |
| 2013 | el-Fateh | 3–2 (hu.)       | el-Áttihád  |
| 2014 | en-Naszr | 1–1 (bün.: 3–4) | es-Sabáb    |
| 2015 | en-Naszr | 0–1             | el-Hilál    |
| 2016 | el-Áhlí  | 1–1 (bün.: 4–3) | el-Hilál    |
| 2018 | el-Hilál | 2–1             | el-Áttihád  |
| 2019 | en-Naszr | 1–1 (bün.: 5–4) | et-Távun    |
| 2020 | el-Hilál | 0–3             | en-Naszr1   |
| 2021 | el-Hilál | 2–2 (bün.: 4–3) | el-Fajszalí |

Megjegyzés:

### Négycsapatos formátum
| Év   | Győztes                                                                                                | Eredmény | Ezüstérmes                                                    | Elődöntősök'                                                                            |
| ---- | --- | -------- | ------------------------------------------------------------- | --------------------------------------------------------------------------------------- |
| 2022 | el-Áttihád (A 2021–22-es Szaúd-arábiai bajnokság ezüstérmese)                                          | 2–0      | el-Fajhá (A 2021–22-es Szaúd-arábiai kupagyőztese)            | en-Naszr (A 2021–22-es Szaúd-arábiai bajnokság bronzérmese)                             |
| 2022 | el-Áttihád (A 2021–22-es Szaúd-arábiai bajnokság ezüstérmese)                                          | 2–0      | el-Fajhá (A 2021–22-es Szaúd-arábiai kupagyőztese)            | el-Hilál (A 2021–22-es Szaúd-arábiai bajnok és a 2021–22-es Szaúd-arábiai kupa döntőse) |
| 2023 | el-Hilál (A 2022–23-as Szaúd-arábiai kupagyőztese)                                                     | 4–1      | el-Áttihád (A 2022–23-as Szaúd-arábiai bajnokság aranyérmese) | en-Naszr (A 2022–23-as Szaúd-arábiai bajnokság ezüstérmese)                             |
| 2023 | el-Hilál (A 2022–23-as Szaúd-arábiai kupagyőztese)                                                     | 4–1      | el-Áttihád (A 2022–23-as Szaúd-arábiai bajnokság aranyérmese) | el-Vahda (A 2022–23-as Szaúd-arábiai kupa döntőse)                                      |
| 2024 | el-Hilál (A 2023–24-es Szaúd-arábiai bajnokság aranyérmese és a 2023–24-es Szaúd-arábiai kupagyőztese) | 4–1      | en-Naszr (A 2023–24-es Szaúd-arábiai bajnokság ezüstérmese)   | el-Áhlí (A 2023–24-es Szaúd-arábiai bajnokság bronzérmese)                              |
| 2024 | el-Hilál (A 2023–24-es Szaúd-arábiai bajnokság aranyérmese és a 2023–24-es Szaúd-arábiai kupagyőztese) | 4–1      | en-Naszr (A 2023–24-es Szaúd-arábiai bajnokság ezüstérmese)   | et-Távun (A 2023–24-es Szaúd-arábiai bajnokság negyedik helyezettje)                    |

## A legsikeresebb csapatok
| Klub        | Győztes | Második | Elődöntősök | Győztes évek                 | Vesztes évek     | Elődöntős évek |
| ----------- | ------- | ------- | ----------- | ---------------------------- | ---------------- | -------------- |
| el-Hilál    | 5       | 2       | 1           | 2015, 2018, 2021, 2023, 2024 | 2016, 2020       | 2022           |
| en-Naszr    | 2       | 3       | 2           | 2019, 2020                   | 2014, 2015, 2024 | 2022, 2023     |
| el-Áttihád  | 1       | 3       | –           | 2022                         | 2013, 2018, 2023 |                |
| el-Fateh    | 1       | –       | –           | 2013                         |                  |                |
| es-Sabáb    | 1       | –       | –           | 2014                         |                  |                |
| el-Áhlí     | 1       | –       | 1           | 2016                         |                  | 2024           |
| et-Távun    | –       | 1       | 1           |                              | 2019             | 2024           |
| el-Fajszalí | –       | 1       | –           |                              | 2021             |                |
| el-Fajhá    | –       | 1       | –           |                              | 2022             |                |
| el-Vahda    | –       | –       | 1           |                              | 2023             |                |

## Lásd még
- Szaúd-arábiai labdarúgó-bajnokság (első osztály)